# Maria Gabriela Bawarska
Maria Gabriela Bawarska (ur. 9 października 1878 w Tegernsee; zm. 24 października 1912 w Sorrento) – księżna Bawarii.

## Życie
Maria Gabriela była trzecią córką Karola Teodora Wittelsbacha, księcia Bawarii, i jego drugiej żony Marii Józefy, infantki Portugalii.
10 lipca 1900 w Monachium wyszła za mąż za Rupprechta, następcę tronu Bawarii. Mąż Marii Gabrieli był synem Ludwika III, króla Bawarii, i arcyksiężniczki Marii Teresy Habsburg-Este. Maria Gabriela została pochowana w kościele teatynów z Monachium. Jej mąż w 1921 ożenił się z jej siostrą cioteczną – księżniczką Antoniną Luksemburską.

## Dzieci
- książę Luitpold Maksymilian Ludwik Karol (1901–1914)
- księżniczka Irmingard Maria Teresa (1902–1903)
- Albert, książę Bawarii (1905–1996)

∞ hrabina Maria Draskovich von Trakostjan (1904–1969)
∞ hrabina Marie Jenke Eugenie Keglevich von Buzin (1921–1983)
- córka (1906)
- książę Rudolf Fryderyk Ruppert (1909–1912)